# Bitte Orca
Bitte Orca es el quinto álbum de estudio de la banda estadounidense de rock experimental Dirty Projectors, publicado el 9 de junio por el sello Domino Recording Company. La palabra "bitte" es una palabra alemana para "por favor", y "orca" es otro nombre para una orca. El líder David Longstreth afirma que le gustó la forma en que las palabras suenan juntas. Longstreth señala que la música contenida en el álbum "se sentía mucho [mucho] sobre los colores y su interacción", y que la música fue escrita con la noción de la banda, como un todo, en mente.
Dos de las canciones del álbum, "Temecula Sunrise" y "Cannibal Resource", aparecieron en el posterior lanzamiento del EP, Temecula Sunrise, junto con dos nuevas canciones.
El álbum alcanzó el puesto n.º 65 en el Billboard 200 y el n.º 12 en la lista Independent Albums. Hasta el 4 de abril de 2012, el álbum vendió 85.000 copias en los EE. UU.
Bitte Orca es el único álbum de estudio del grupo que presenta a Angel Deradoorian como miembro de tiempo completo.

## Portada
El arte del álbum fue diseñado por Rob Carmichael, quien dirige Catsup Plate Records y ha creado arte para artistas como Animal Collective y Atlas Sound, con la dirección de Dave Longstreth. Carmichael creía que "de alguna manera, la idea era evocar las pinturas europeas de la vieja escuela y la forma femenina". La obra de arte también se parece mucho a su lanzamiento de 2004, Slaves' Graves and Ballads, pero presenta a los miembros de la banda Amber Coffman y Angel Deradoorian. Con respecto a su papel en este álbum, Longstreth afirma: 

Una de mis ideas para el disco era empezar, como un regalo o un homenaje a cada uno, para tratar de explotar sus temperamentos en números individuales. Estaba tratando de ampliar un poco el temperamento de la banda, para ser Dirty Projectors pero también tener este tipo de flores nuevas y diferentes dentro del ramo del sonido.

La sesión de fotos que generó la foto utilizada en la obra de arte también produjo la foto que aparece en la parte posterior (que consiste en Longstreth frente a Friedrich Nietzsche).

## Lanzamiento
Bitte Orca es el primer álbum de Dirty Projectors para Domino Records. El álbum fue lanzado en cinco formatos diferentes: descarga digital; disco compacto; edición limitada de dos CD, que contiene el álbum original más el sencillo de cinco pistas "Stillness is the Move"; LP de vinilo; y un casete de edición limitada. Todos los lanzamientos en copia impresa incluyeron una descarga digital gratuita del álbum.
El álbum se filtró a Internet dos meses antes de su lanzamiento oficial.
El 28 de septiembre de 2010 se lanzó una edición ampliada del álbum, que incluía un disco adicional que constaba de caras B, un set acústico grabado en Other Music de Nueva York y una versión de "As I Went Out One Morning" de Bob Dylan. En 2020, el club discográfico Vinyl Me, Please. lanzó una versión de álbum doble de edición limitada en vinilo de color, que contenía la lista de canciones original en el primer disco y pistas adicionales seleccionadas de la edición ampliada de 2010 en el segundo.

## Lista de canciones
Todas las canciones escritas y compuestas por David Longstreth, excepto donde se mencione. 
| N.º | Título                  | Duración |  |
| 1.  | «Cannibal Resource»     | 3:55     |  |
| 2.  | «Temecula Sunrise»      | 5:05     |  |
| 3.  | «The Bride»             | 2:49     |  |
| 4.  | «Stillness Is the Move» | 5:14     |  |
| 5.  | «Two Doves»             | 3:42     |  |
| 6.  | «Useful Chamber»        | 6:28     |  |
| 7.  | «No Intention»          | 4:17     |  |
| 8.  | «Remade Horizon»        | 3:55     |  |
| 9.  | «Fluorescent Half Dome» | 5:45     |  |